# مس(I)-تیوفن-۲-کربوکسیلات
مس(I)-تیوفن-۲-کربوکسیلات (به انگلیسی: Copper(I)-thiophene-2-carboxylate) یک ترکیب شیمیایی با شناسه پاب‌کم ۱۱۱۹۴۸۳۰ است. 